# 1017
Năm 1017 là một năm trong lịch Julius.